# Terpsichore asplenifolia
Terpsichore asplenifolia är en stensöteväxtart som först beskrevs av Carolus Linnaeus, och fick sitt nu gällande namn av Alan Reid Smith. Terpsichore asplenifolia ingår i släktet Terpsichore och familjen Polypodiaceae. Inga underarter finns listade.